# Новаторская (станция метро, Большая кольцевая линия)
«Нова́торская» — станция Московского метрополитена на южном участке Большой кольцевой линии. Связана пересадкой с одноимённой станцией на Троицкой линии. Расположена на границе района Проспект Вернадского (ЗАО) и Обручевского района (ЮЗАО). Получила своё название по улице Новаторов, под которой расположена. Станция открыта 7 декабря 2021 года в составе участка «Мнёвники» — «Каховская». Колонная двухпролётная мелкого заложения с одной островной платформой.

## Название
Проектное название «Улица Новаторов» дано по улице, под которой расположена станция. 8 декабря 2020 года Сергей Собянин подписал постановление о новом названии станции — «Новаторская».

## Расположение
Станция расположена вдоль улицы Новаторов у её примыкания к Ленинскому проспекту. Из западного вестибюля, который является общим для станций Большой кольцевой и Троицкой линий и который открыт вместе с одноимённой станцией Троицкой линии, можно выйти на обе стороны Ленинского проспекта и улицы Новаторов, из восточного, открывшегося вместе со станцией — на улицу Новаторов.

## Строительство
АО «Мосинжпроект» — генеральный проектировщик и генеральный подрядчик по строительству станции метро.
- 28 июня 2017 года началось строительство участка метро, включающего эту станцию[5].
- С 25 сентября 2018 года по 31 декабря 2020 года в связи со строительством станции перекрыта улица Новаторов[6].
- 24 июня 2019 года проходка правого тоннеля между станциями «Воронцовская» и «Новаторская» БКЛ метро завершена[7].
- 19 октября 2019 года завершена проходка левого тоннеля от «Воронцовской» длиной 1264 метра[8].
- 15 ноября 2019 года началось возведение основных конструкций станции[9].
- 11 декабря 2020 года завершена проходка ТПМК «Светлана» S-736[10][11].
- 18 сентября 2021 года мэр Москвы Сергей Собянин провёл технический пуск участка «Проспект Вернадского» — «Каховская».
- 7 декабря 2021 года — открытие станции в составе участка «Мнёвники» — «Каховская».
- 23 декабря 2021 года — от станции БКЛ идёт строительство пересадки на новую Троицкую линию[12].
- 6 февраля 2022 года — на строительной площадке станции произошёл пожар, площадь возгорания составила 300 квадратных метров[13][14].

## Оформление и архитектура
При типовой конструкции для станций южного участка Большой кольцевой линии «Новаторская» имеет ярко выраженный образ с узнаваемым колористическим решением. Главным её акцентом является подвесной потолок из разноформатных панелей из триплекса с цветной пленкой оранжевого цвета трех оттенков. В качестве отделочного материала потолка впервые применено стекло. Создаваемая им параметрическая композиция вызывает ассоциации с образом солнца, огня и энергии новаторства.

## Наземный общественный транспорт
На этой станции можно пересесть на следующие маршруты городского пассажирского транспорта:
- Автобусы: м1, м16, е10, е12, 1, с13, с17, 113, 153, с163, 172, 553, 616, 661, н11

## Галерея

Наземные павильоны и венткиоски
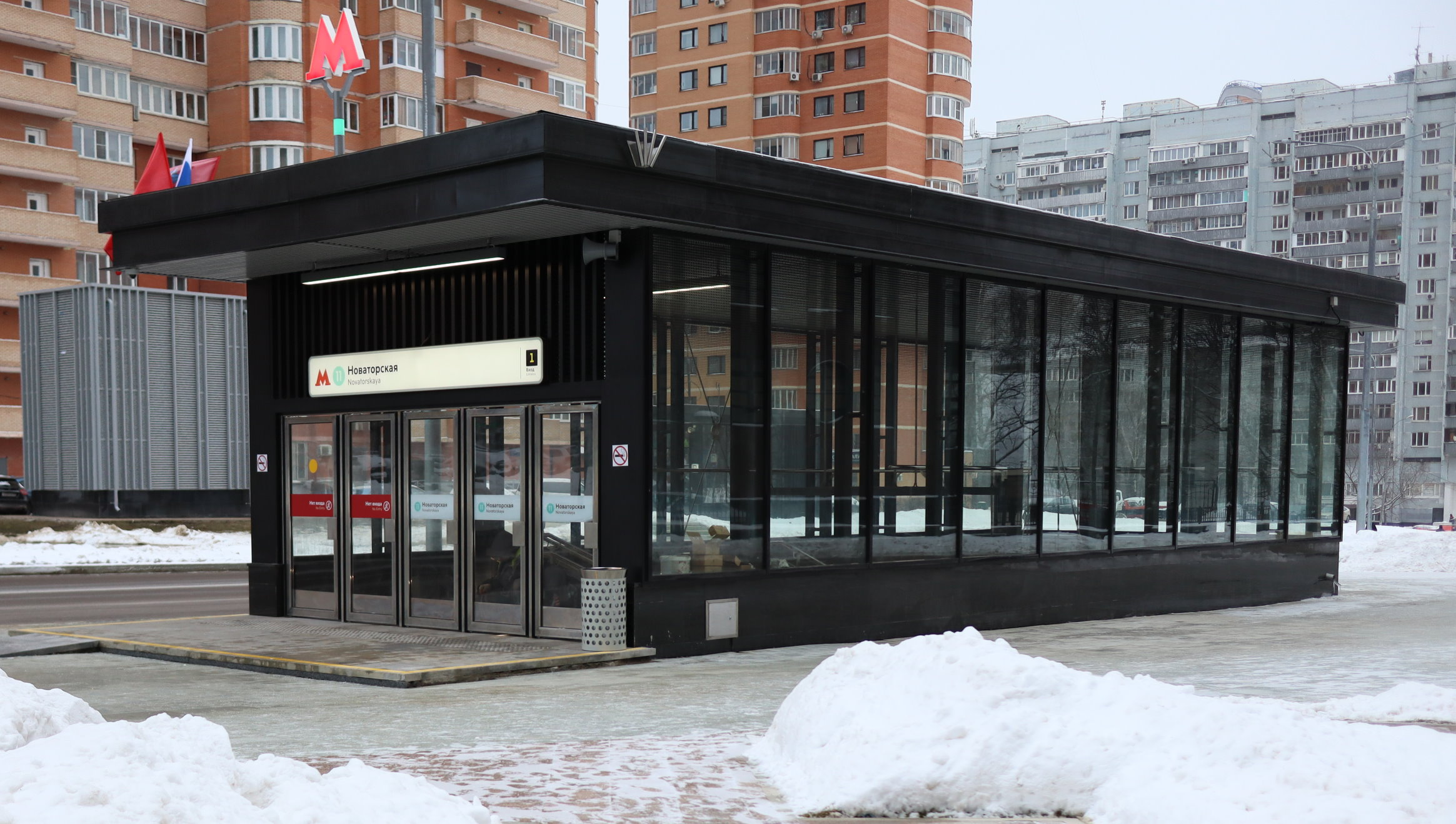
Один из наземных павильонов с юго-восточной стороны станции
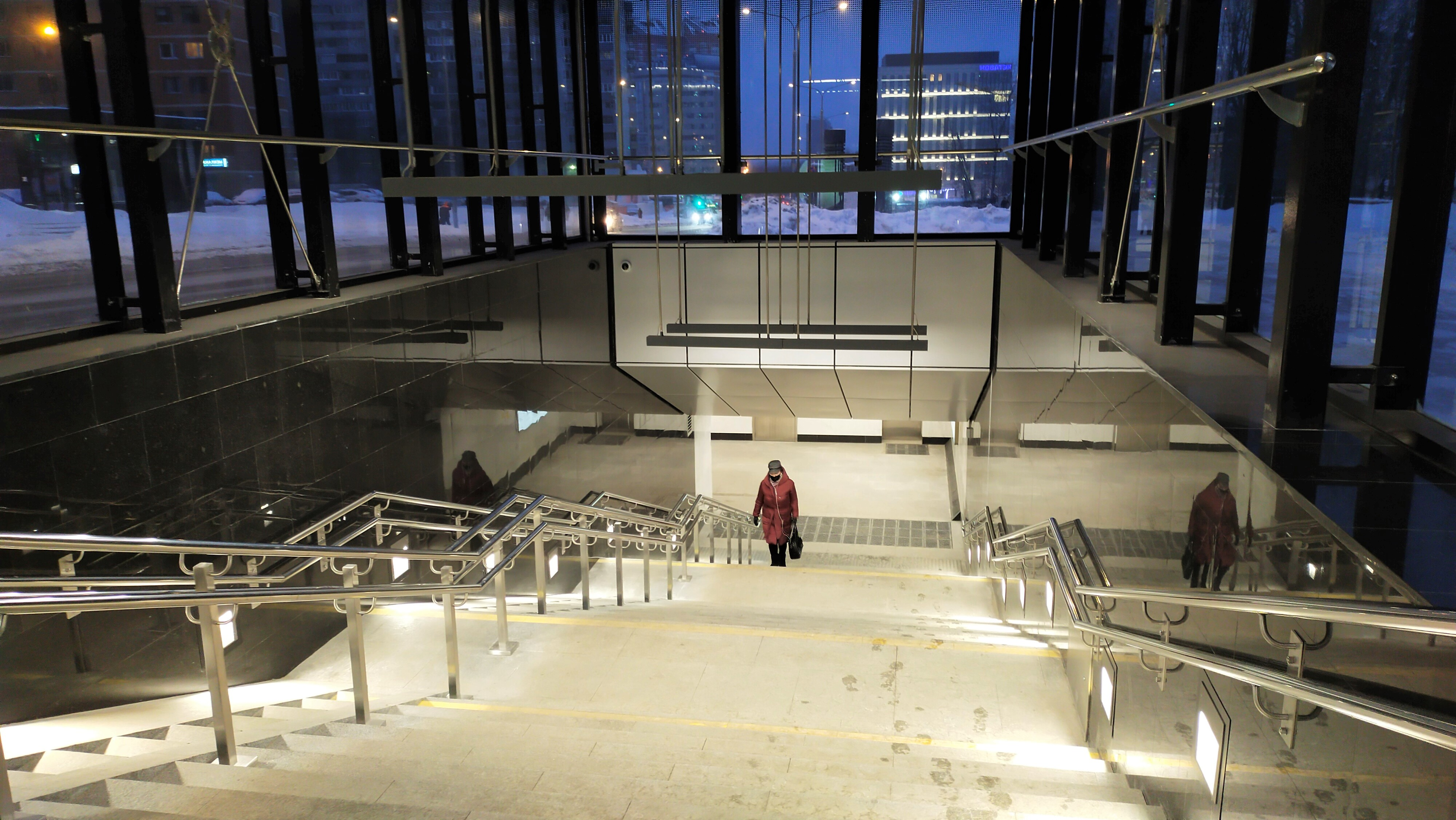
Лестница из наземного павильона в подземный переход и вход на станцию
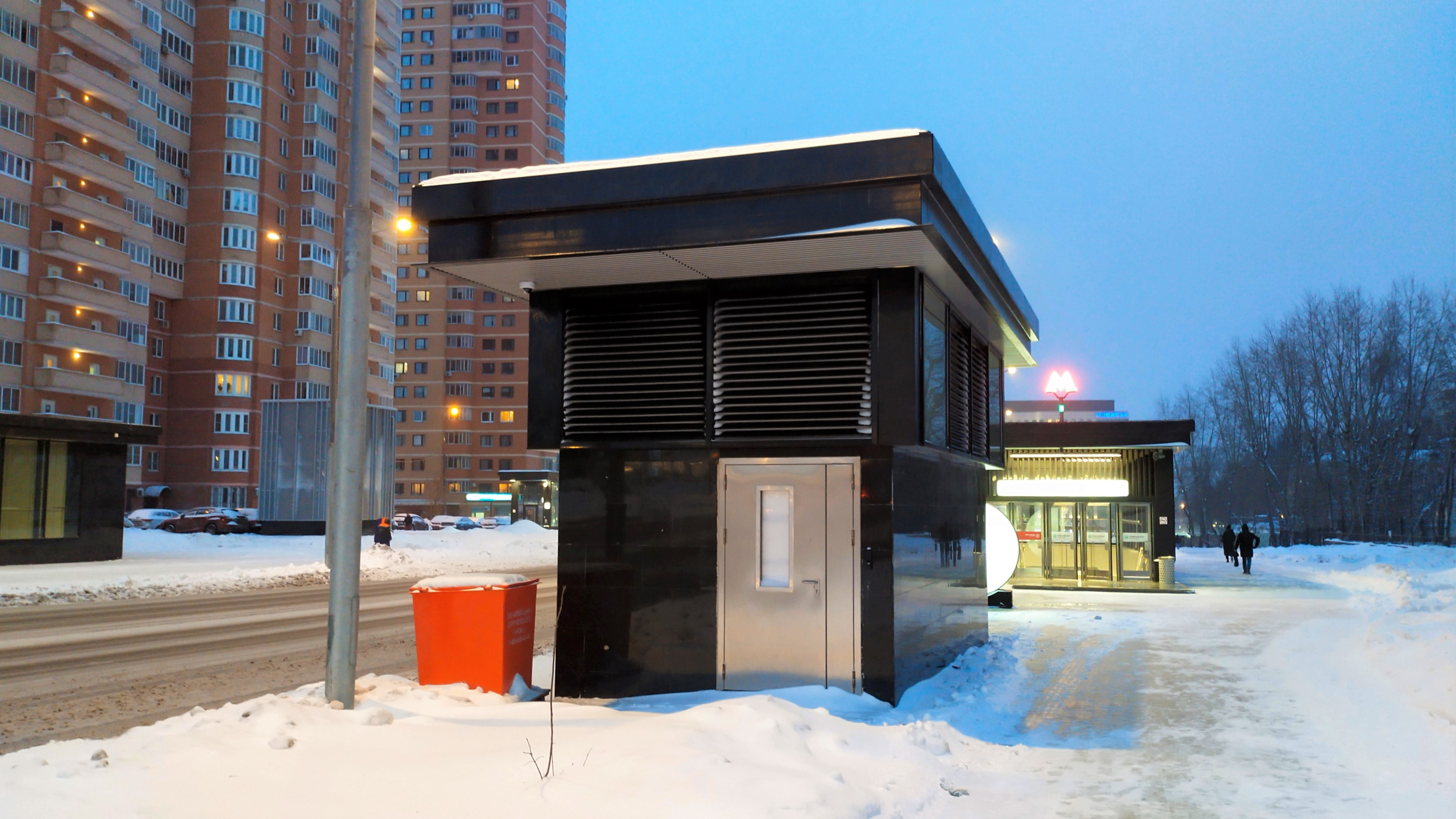
Венткиоски и павильоны

Турникеты и эскалаторы
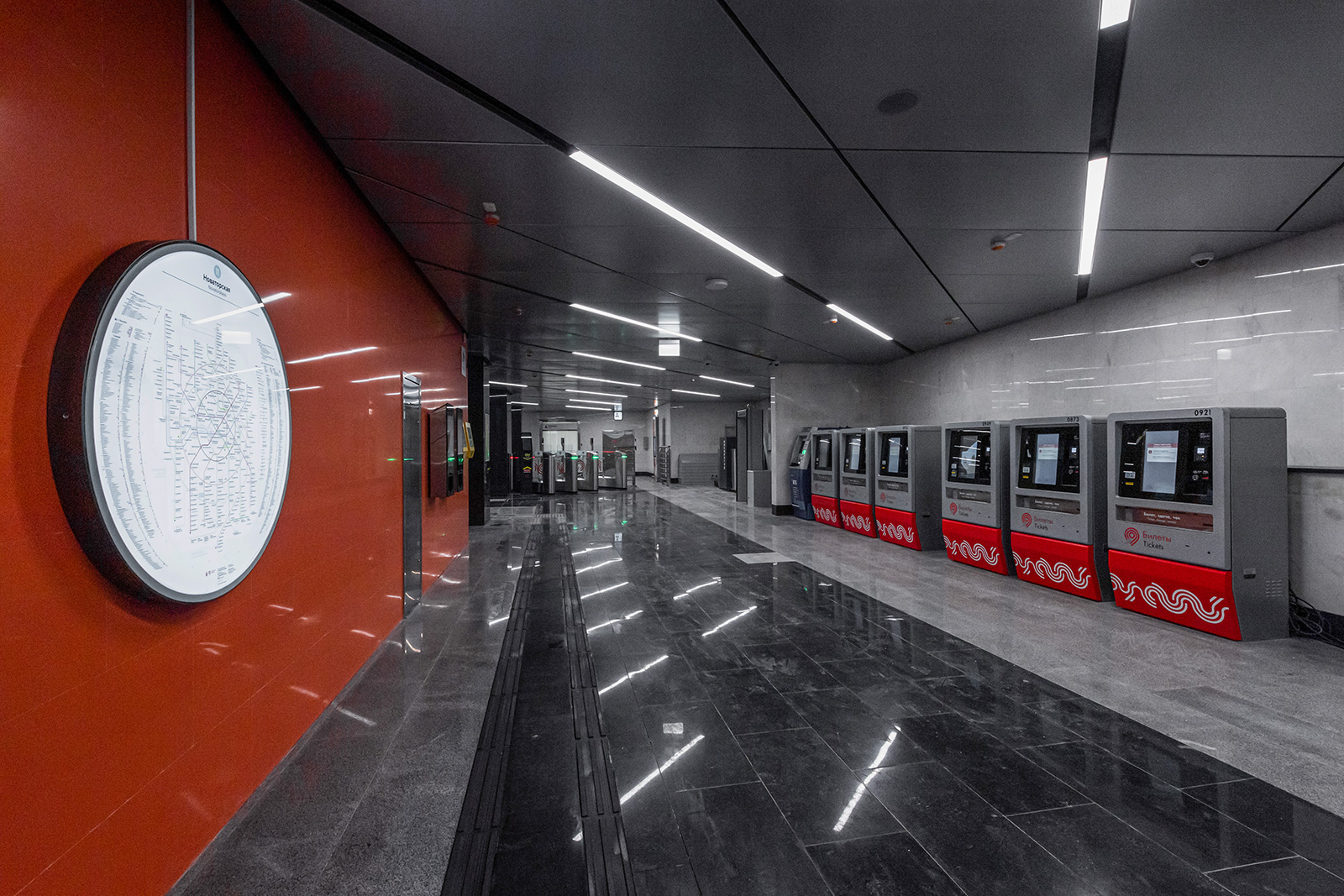
Коридор с билетными автоматами, вид в сторону турникетов
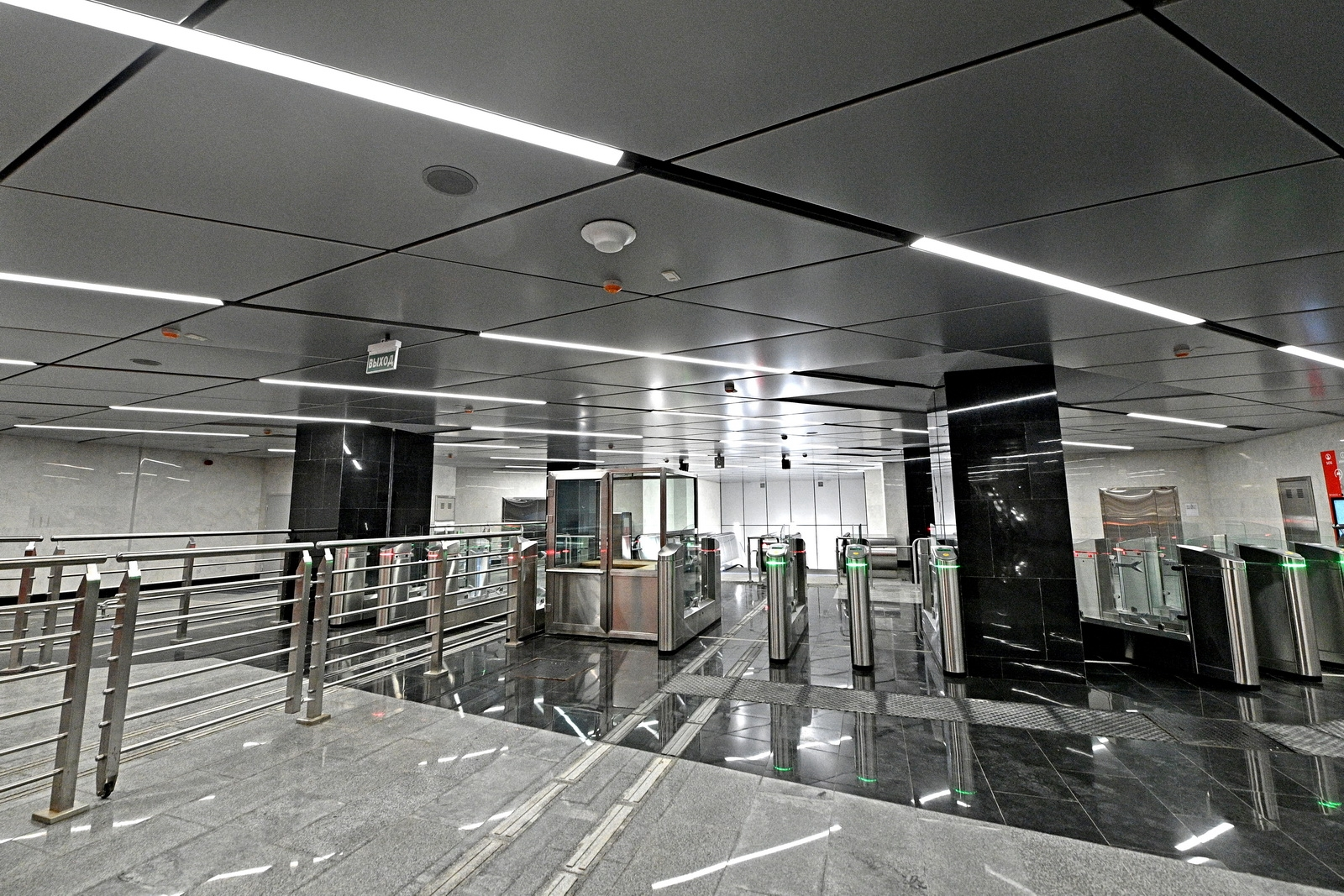
Турникетный зал
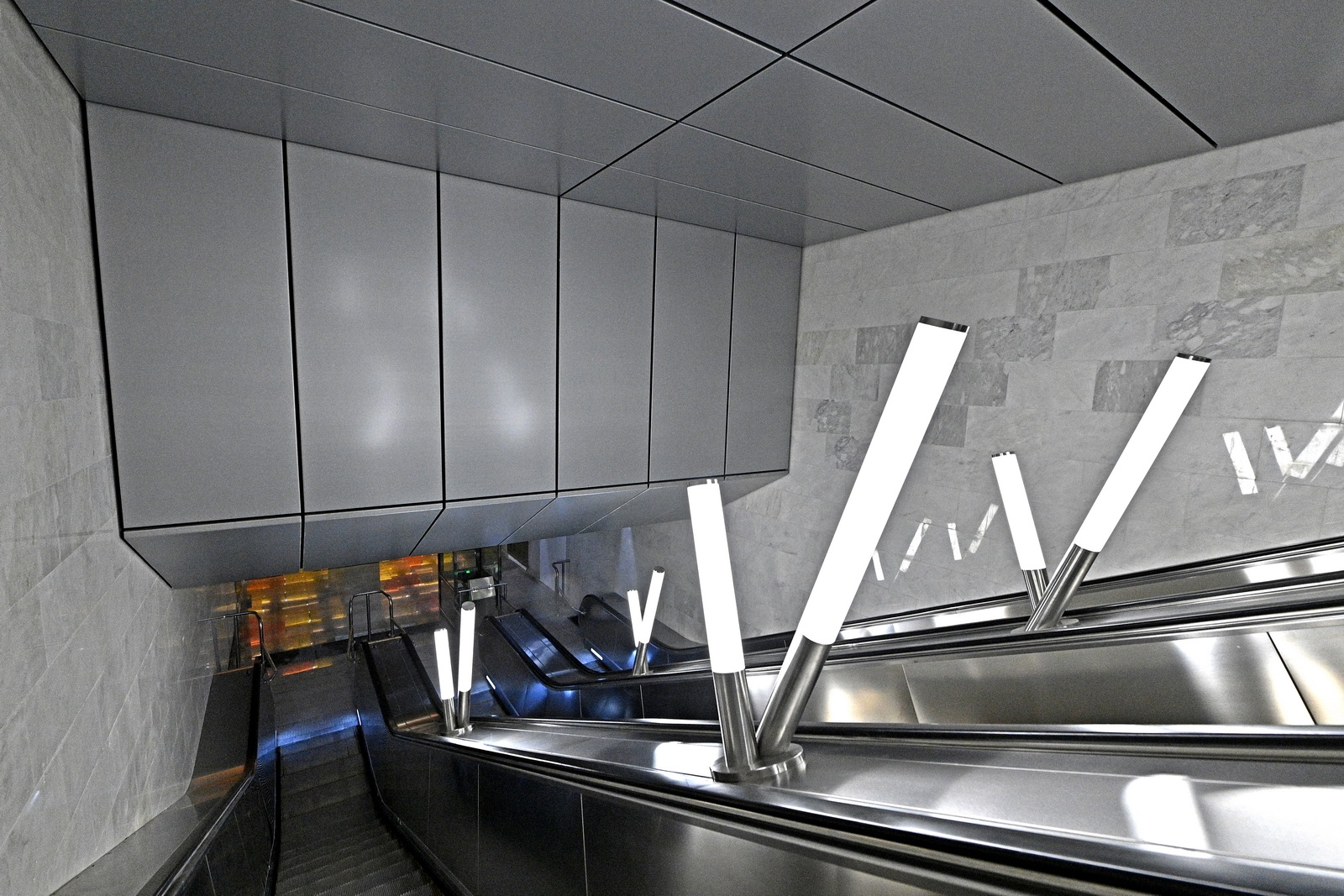
Эскалаторы, вид вниз

Станционный путевой зал
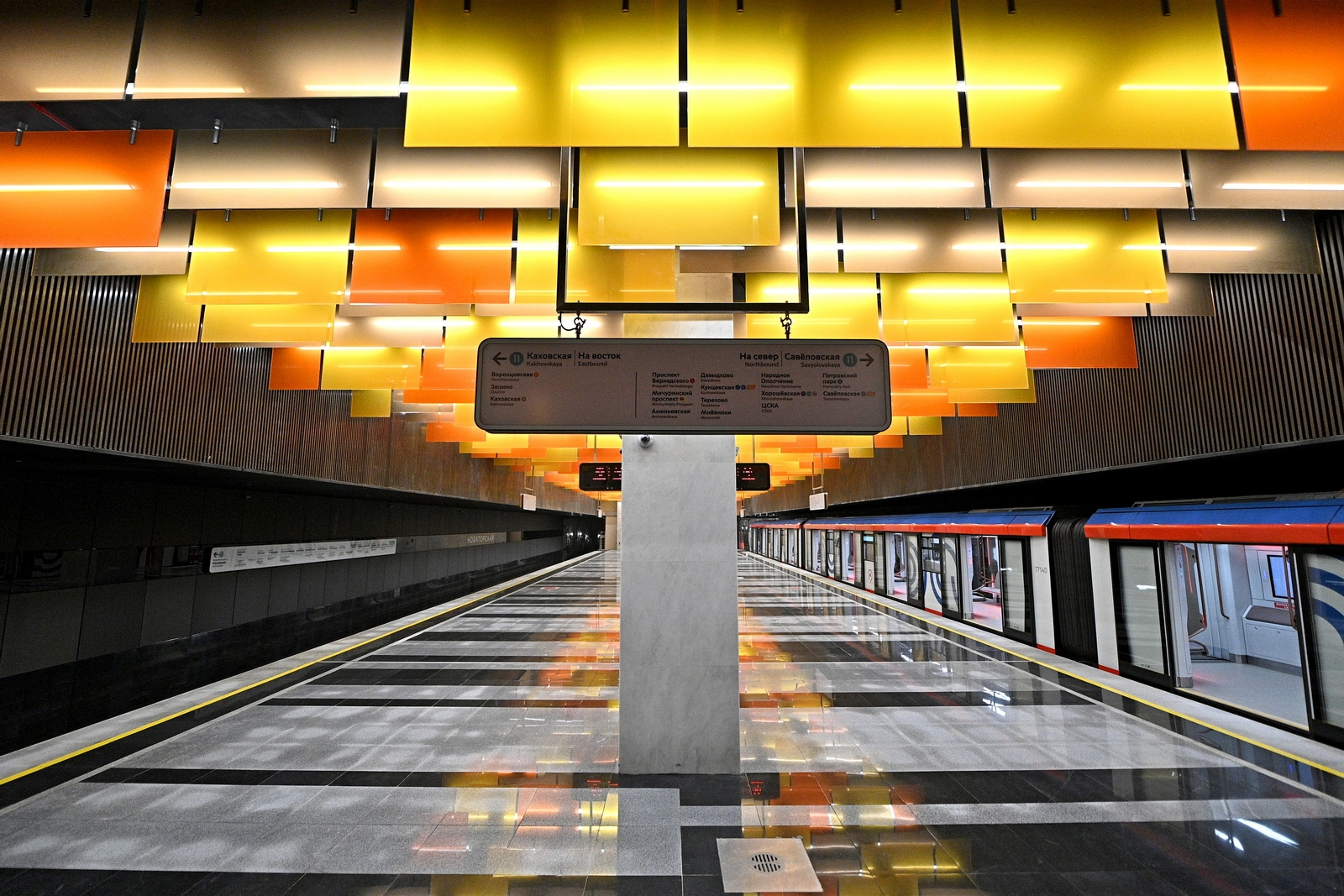
Общий вид зала станции
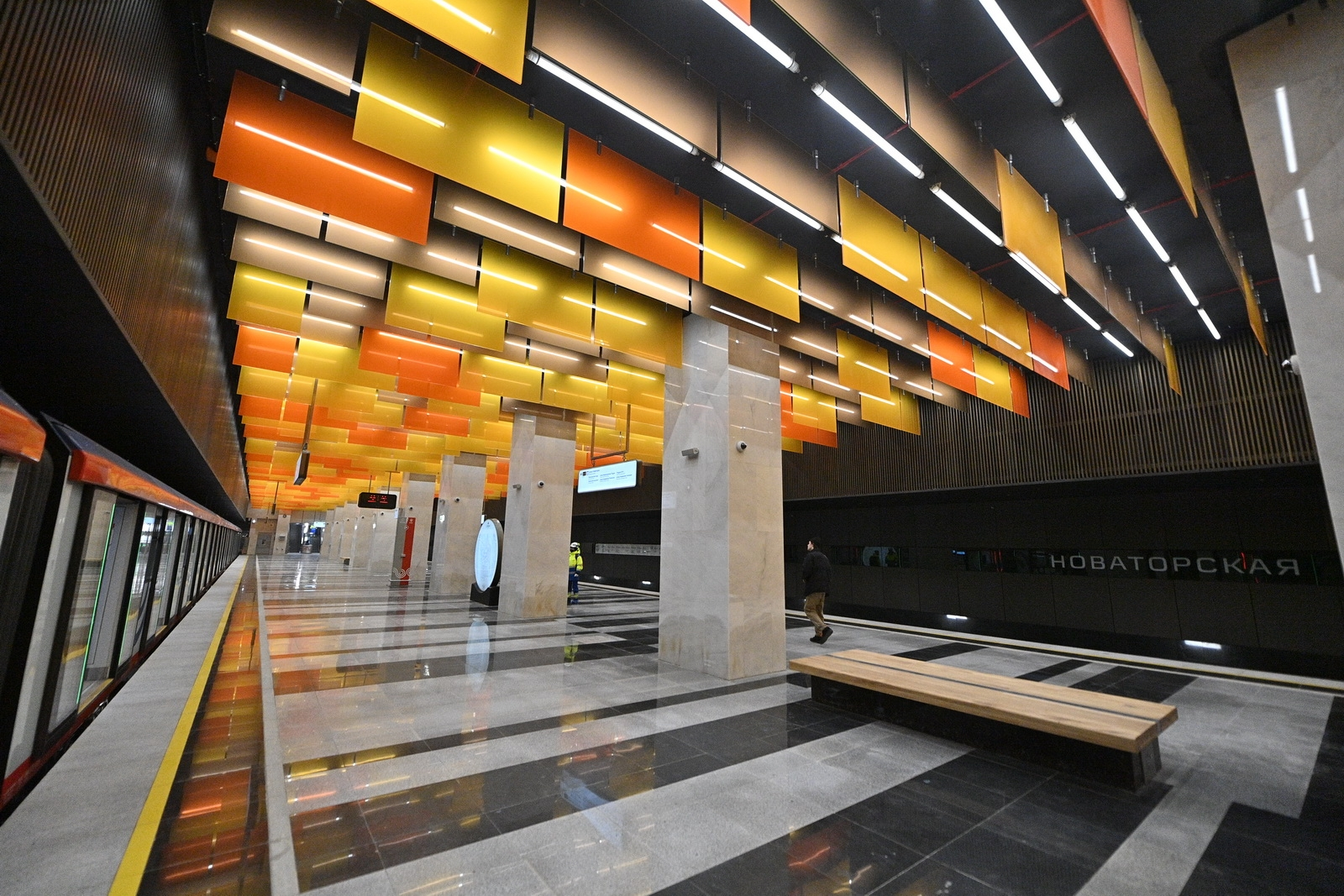
Колонны, потолок и скамейка на станции
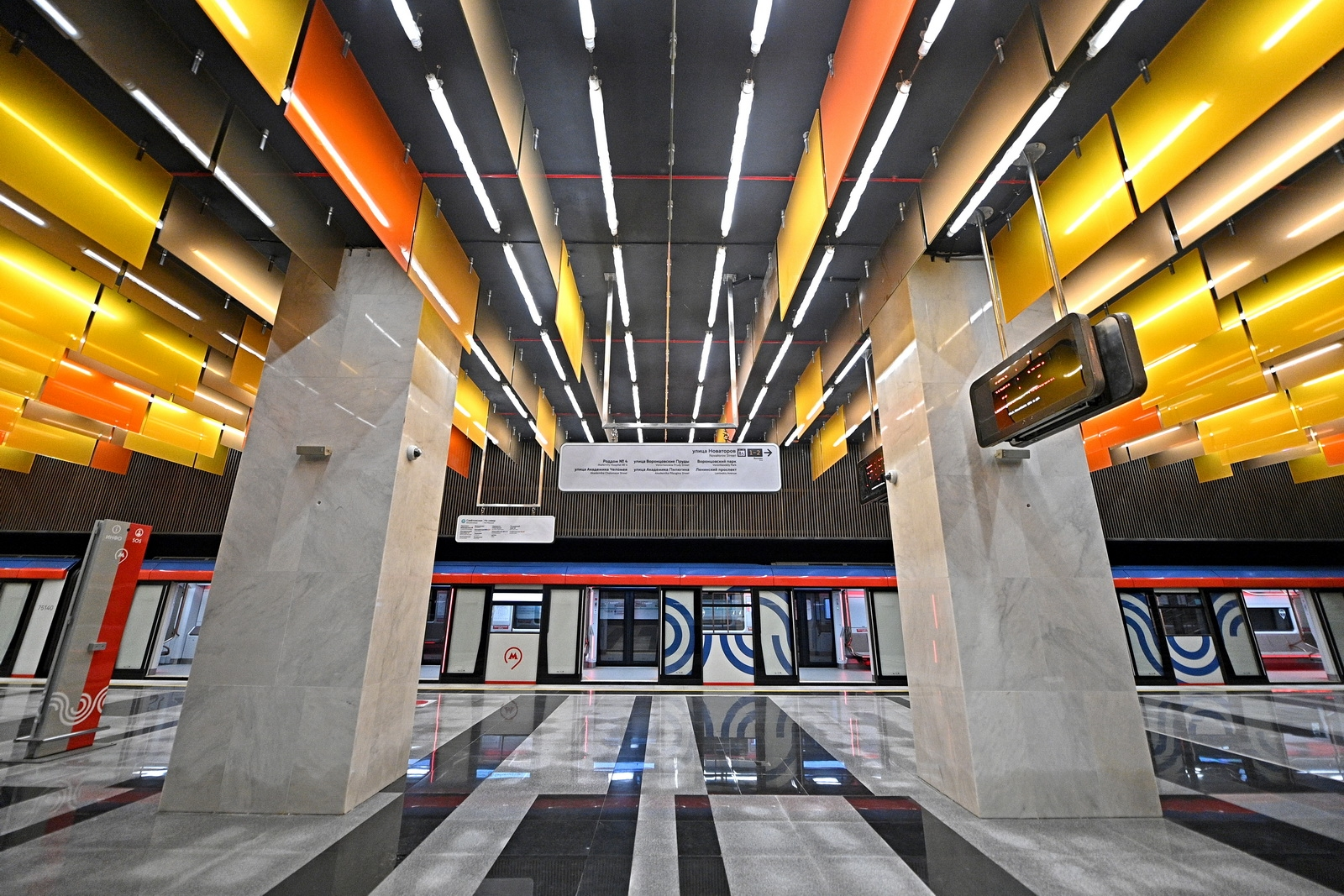
Колонны и потолок, вид сбоку
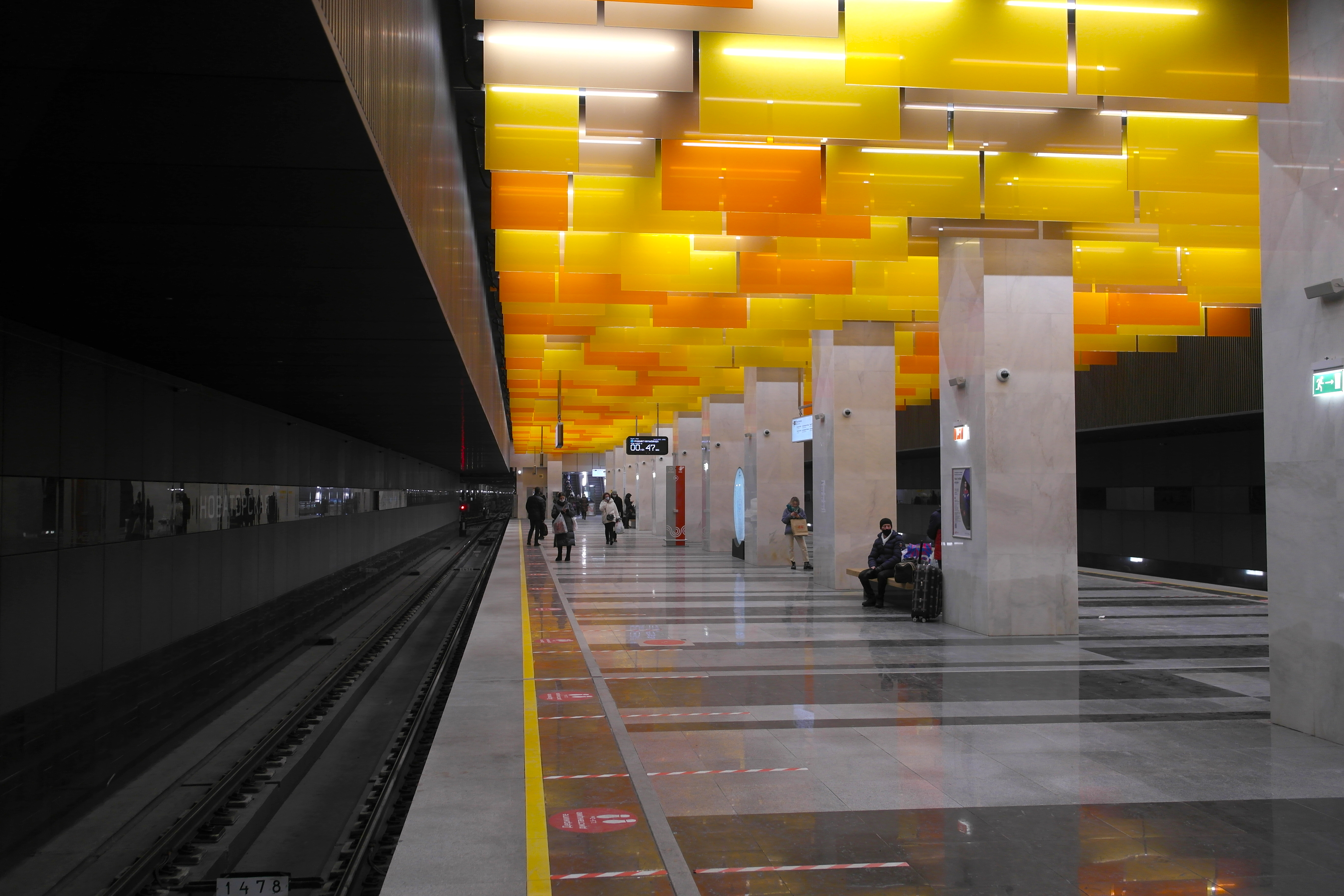
Посадочная часть платформы и путь
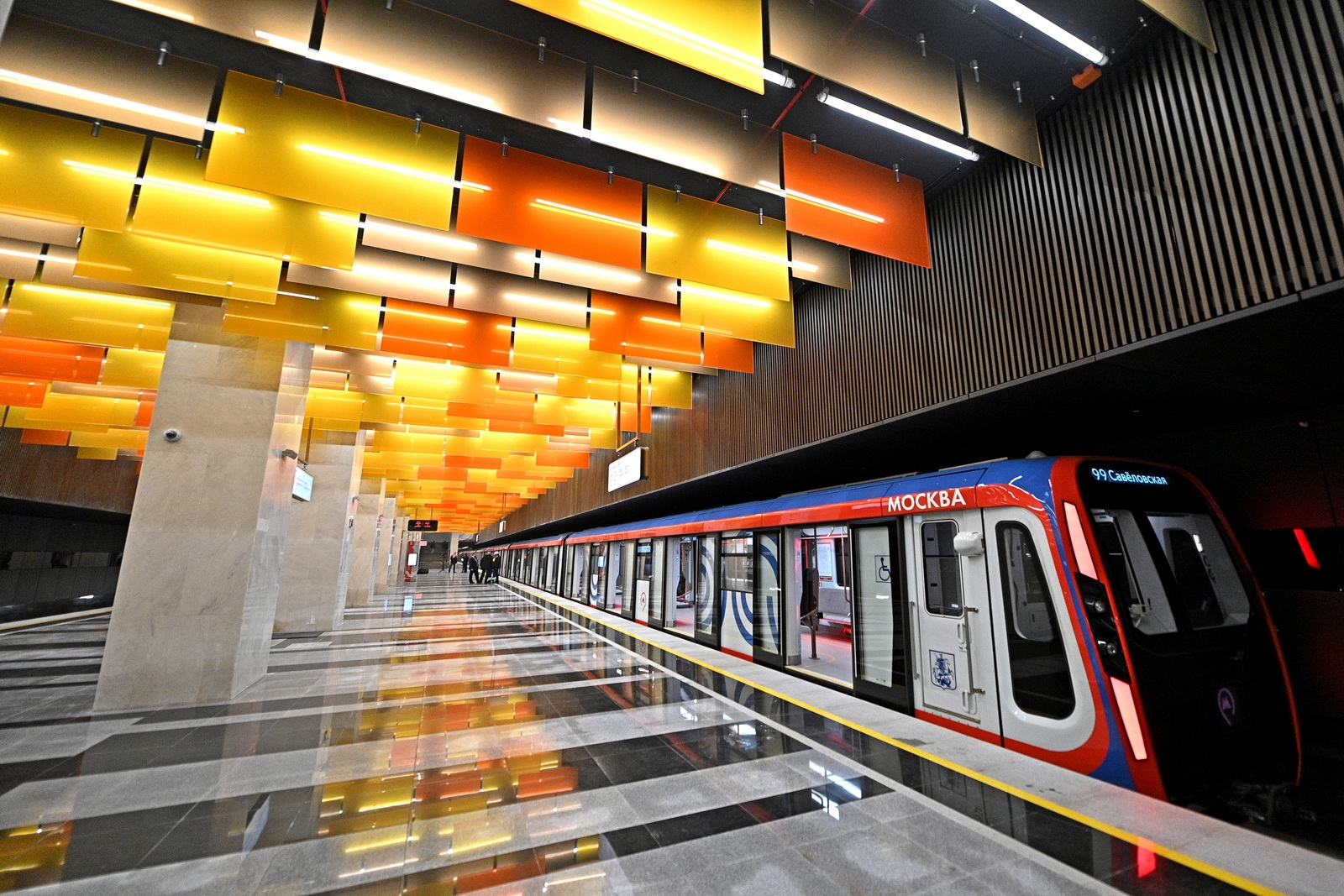
Электропоезд 81-775/776/777 «Москва-2020» на станции
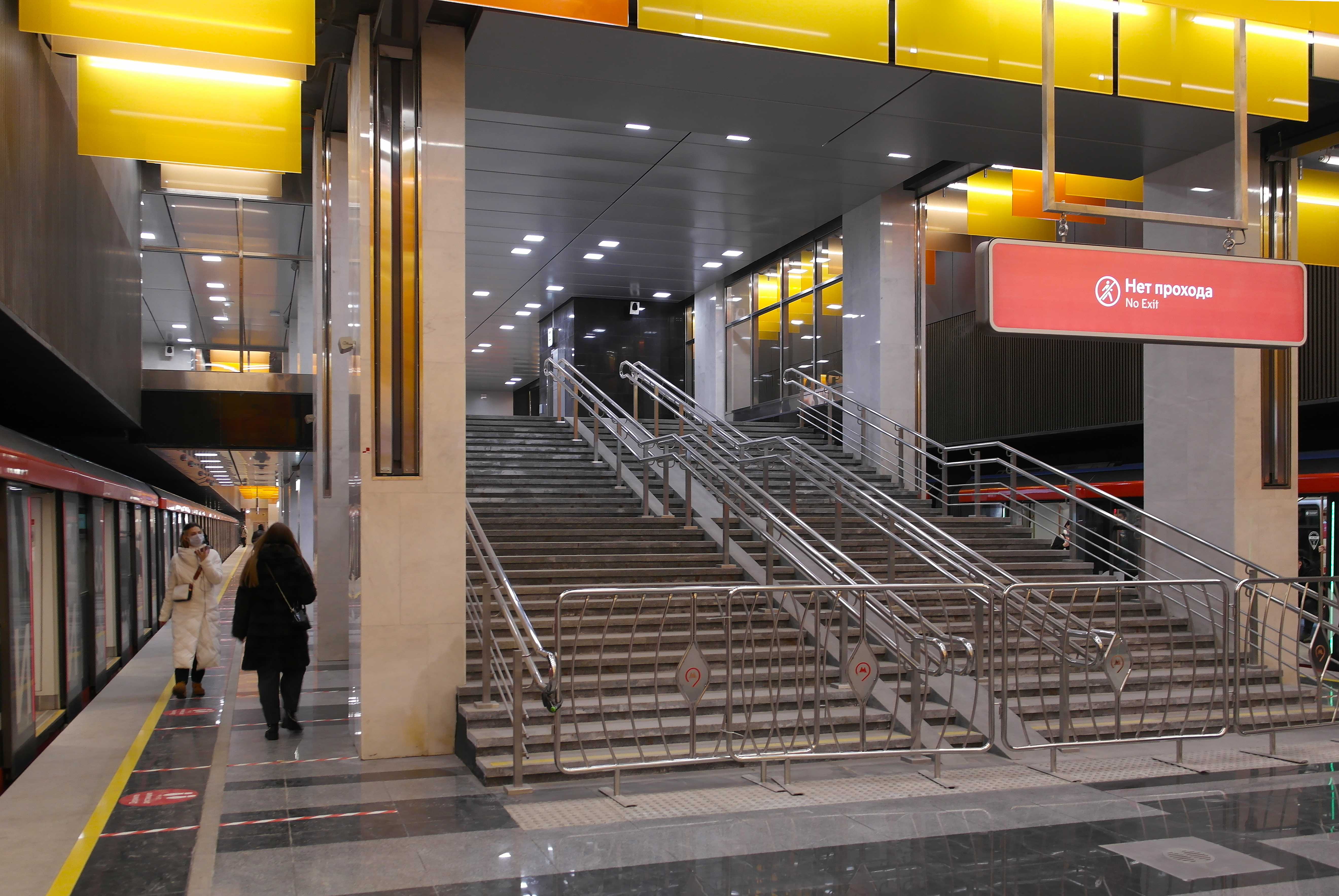
Огороженная лестница будущего перехода на одноимённую станцию Троицкой линии и колонны, вид под углом
- Проход по станции, подъём по эскалатору и выход в город
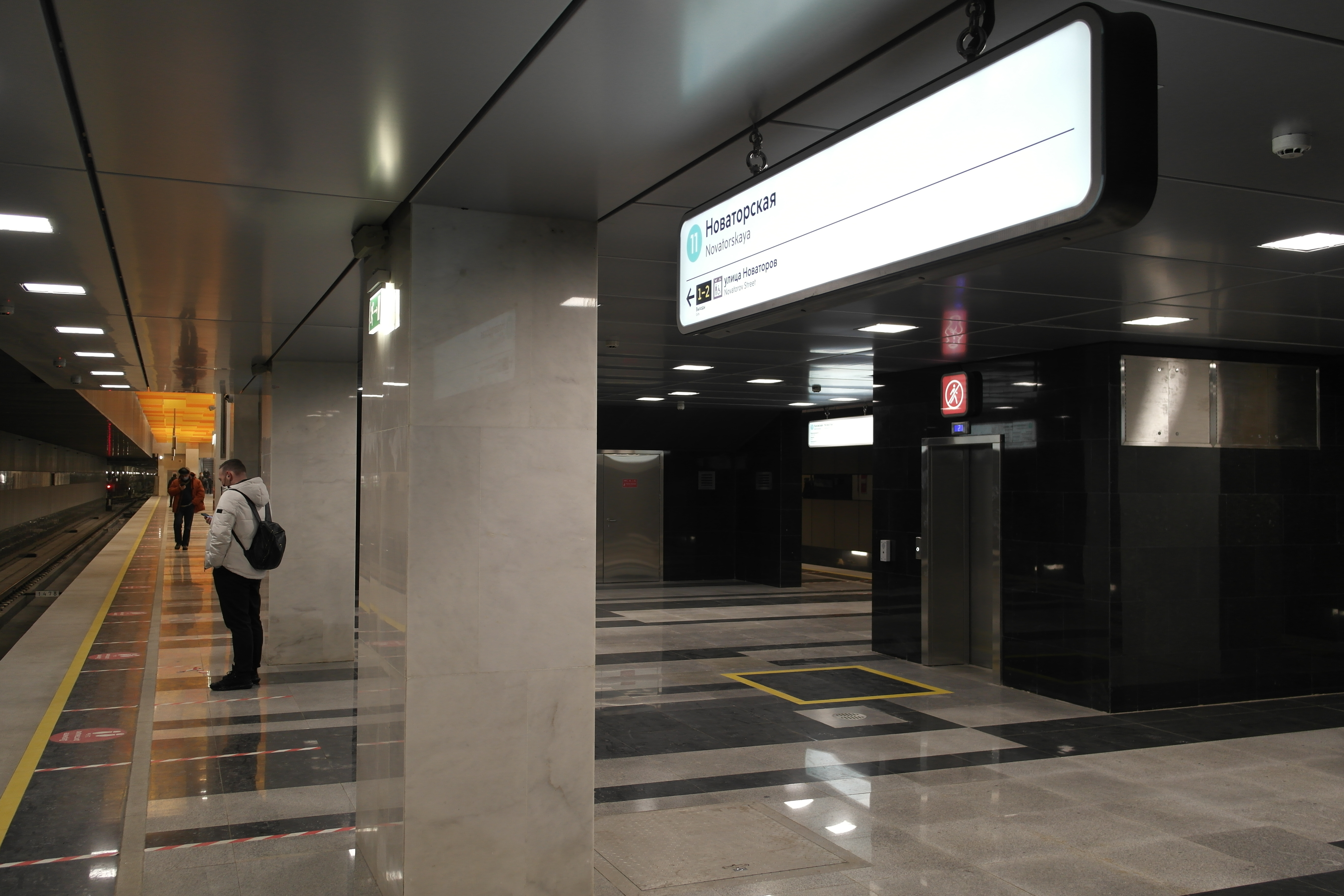
Пространство под лестницей перехода и лифт
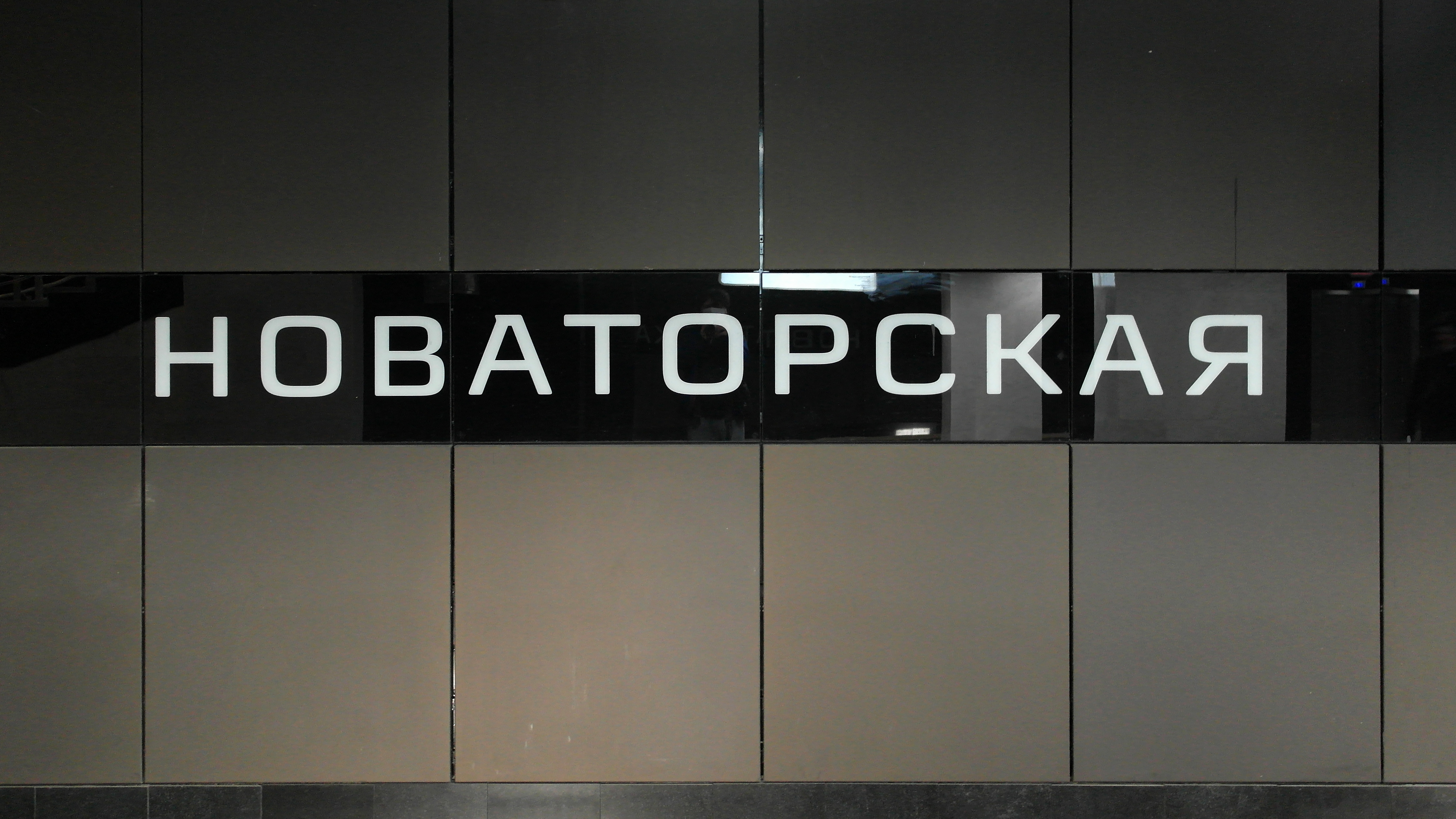
Название станции со шрифтовым написанием студии Артемия Лебедева на путевой стене

## Путевое развитие
За станцией в сторону станции «Воронцовская» располагается и пошёрстный съезд, а также планируется служебно-соединительная ветвь к Троицкой линии.